# Electronic Table Soccer
Electronic Table Soccer, também chamado de Electronic Table Football na Europa, é um Jogo eletrônico de pebolim lançado em 1980 pela Magnavox para o seu console Odyssey². No Brasil, este game só chegaria em 1983, com o nome de Futebol Eletrônico. Porém, como o próprio nome em inglês sugere, trata-se não de um Jogo eletrônico de futebol, mas sim de totó, já que os jogadores não saem de suas linhas. A capa do cartucho também sugere tratar-se de um jogo de pebolim.[carece de fontes?] Desta forma, ele seria o primeiro (e por enquanto único) videogame de totó da história.